# Кравцов, Иван Семёнович
Кравцов Иван Семёнович (22 июля 1927, Ракитянский район — 18 августа 2012, Кривой Рог, Днепропетровская область) — советский строитель, новатор производства в промышленном строительстве. Герой Социалистического Труда (1971). Член ЦК КПУ (1971—1986).

## Биография
Родился 22 июля 1927 года в селе Хуторское (ныне в Ракитянском районе Белгородской области).
Во время Великой Отечественной войны проживал на оккупированной территории. После освобождения в 1943 году был призван в ряды Красной армии, служил до 1951 года. Отслужив, вернулся и устроился на работу охранником на сахарный завод.
С 1952 года — плотник, бригадир плотников, бригадир комплексной бригады плотников-бетонщиков строительного управления «Промстрой-3» треста «Криворожаглострой» города Кривой Рог Днепропетровской области.
Член КПСС с 1962 года. В 1974 году окончил Криворожский техникум рудничной автоматики.
Инициатор внедрения метода бригадного подряда в промышленном строительстве Кривбасса. Принимал активное участие в строительстве НКГОКа, ИнГОКа, ЮГОКа.
Указом Президиума Верховного Совета СССР (неопубликованным) от 5 апреля 1971 года «за выдающиеся успехи в выполнении заданий пятилетнего плана по строительству и вводу в действие производственных мощностей, жилых домов и объектов культурно-бытового назначения» удостоен звания Героя Социалистического Труда с вручением ордена Ленина и золотой медали Серп и Молот.
Выйдя на пенсию проживал в Кривом Роге Днепропетровской области, где скончался 18 августа 2012 года.

## Публикации
- Кравцов И. С. Здравствуй, стройка! / И. С. Кравцов — Днепропетровск: Проминь, 1983. — 108 с.

## Награды
- Дважды орден Ленина (1966, 5.04.1971);
- Медаль «Серп и Молот» (5.04.1971);
- орден Октябрьской Революции (1974);
- заслуженный строитель Украинской ССР (1976);
- Премия Совета Министров СССР (1979);
- орден Трудового Красного Знамени (1986);
- Юбилейная медаль «20 лет независимости Украины» (19 августа 2011)[3];
- медали.

## Память
- Имя на Стеле Героев в Кривом Роге.